# PPGIS
Public Participation Geographic Information System (PPGIS – Öffentliches partizipatives GIS) beschreibt ganz allgemein ein Geoinformationssystem (GIS), an dem vor allem nicht-privilegierte Gruppen aktiv mitwirken können. Somit kann einer breiten Öffentlichkeit die Anwendung spezieller Geoinformationssysteme ermöglicht werden. Unter Geoinformationssystemen versteht man allgemein die grafische Darstellung von Daten aus einer Datenbank mithilfe einer Karte.
Grundsätzlich bezeichnet man heute mit PPGIS eine online bereitgestellte, kartenbasierende und partizipative Anwendung unter Beteiligung unterschiedlicher Akteure, um bestimmte Prozesse sichtbar machen zu können, beispielsweise die Beteiligung Jugendlicher an stadtplanerischen Erhebungen oder die selbstständige Kartierung einer informellen Siedlung durch ihre Bewohner. Als Methode in der Geographie sind die PPGIS noch relativ neu und werden erst seit Mitte der 1990er Jahre hauptsächlich in den USA und Kanada angewendet.

## Historische Entwicklung
1996 veranstaltete das 'National Center for Geographic Information and Analysis' (NCGIA) ein Meeting unter dem Titel „GIS and Society: The Social Implications of How People, Space, Environment Are Represented in GIS“. Ziel dieses Treffens war es, Geoinformationssysteme aufgrund ihrer fortschreitenden Entwicklung kritisch im Hinblick auf ihre soziale und politische Ebene zu untersuchen. Hintergrund dabei waren unter anderem die sog. GIS-Wars und verschiedene Kritiken am Umgang mit Geoinformationssystemen. Einer der Hauptpunkte hatte dabei vor allem die Überwindung von Machtasymmetrien als Ziel.

Für die Frage nach einer genaueren Definition von Public Participation GIS wurde anschließend an dieses Treffen ein eigener Workshop angesetzt.
Als Ziel dieses Workshops sah man es, Anwendungen zu entwickeln, zu denen vor allem sozial schwächere Gruppen Zugang bekommen sollten. Vor diesen beiden großen Konferenzen gab es bereits Projekte, die zwar noch nicht als PPGIS bezeichnet wurden, aber diesen in Prinzip und Funktionsweise sehr ähnelten. Diese wurden unter Zuhilfenahme damals neuartiger Technologien durchgeführt.
Heute definiert man PPGIS als ein immer wichtiger werdendes Instrument um direkt Informationen über soziale, gesellschaftliche, politische oder ökonomische Attribute von bestimmten Plätzen, Orten oder Ähnlichem zu bekommen. Obwohl sich bereits verschiedene Autoren daran versucht haben, ist eine wirkliche, feste und lexikonreife Definition immer noch nicht greifbar.

## Heutiger Begriff
Heutzutage versteht man unter PPGIS vor allem die freiwillige Beteiligung einer (sozial benachteiligten) Öffentlichkeit an bestimmten Prozessen, wie stadtplanerischen Aktivitäten oder an der Lösung grundlegender Probleme, beispielsweise der Kartierung einer informellen Siedlung über Landnutzung bis hin zur Standortoptimierung der Abfallentsorgung von Atomkraftwerken. Nach heutiger Definition von PPGIS wird im globalen Süden PPGIS meistens von organisierten Gruppen (beispielsweise Grassroot Groups) genutzt. Dabei werden mit Hilfe der Bevölkerung Informationen gesammelt, um somit aktuell über deren Lage informiert zu sein. Diese sog. Graswurzelbewegungen nutzen PPGIS-Anwendungen, um unter anderem Ressourcen effizienter zu verteilen.
Im Gegensatz dazu wird PPGIS in entwickelten Ländern überwiegend genutzt, um die lokalräumlichen Kenntnisse über einen bestimmten Ort noch weiter zu vermehren, besonders aus der Sicht von Gruppen, die sonst übergangen werden. Alle PPGIS-Anwendungen haben das Ziel der öffentlichen Beteiligung an geographischen Informationssystemen unter Beachtung der sozialen, politischen und ökologischen Kontexte des Untersuchungsgebietes.
Man kann mit einfachen Mitteln viele verschiedene Gruppen an den unterschiedlichsten Problemen innerhalb eines Projekts arbeiten lassen und trotzdem immer für eine breite Öffentlichkeit offen sein und jeden Prozess durchsichtig gestalten. Die Varietät der Fragestellungen und die tatsächlichen Umsetzungen sind hauptsächlich nur durch die Kreativität des Fragestellers limitiert. PPGIS ist so angedacht, dass es 'mit' und 'für' die betroffenen Gemeinschaften arbeiten soll, anstatt 'über' die Gemeinschaften hinweg.

Dieser Begriff der PPGIS wird vor allem im deutschsprachigen Raum noch sehr undeutlich verwendet. Die Grenze hin zu Volunteered geographic information (VGI) ist besonders bei dem letzten Beispiel des Artikels (KuLIS) nicht mehr klar zu erkennen, obwohl es sich selbst als PPGIS bezeichnet.

## Abgrenzung zu konventionellem GIS
Während konventionelle GIS-Anwendungen einen Großteil der gesamten GIS-Anwendungen ausmachen, versuchen Nutzer von PPGIS eine Gegenströmung dazu zu entwickeln. Eine weitläufige Kritik war, dass konventionelle GIS-Anwendungen für Technokraten gemacht sind. Wenn man soziale Faktoren außen vorlässt, gibt es die grundsätzliche, abstrakte Annahme, dass GIS-Projekte rein auf ihre Technologie fokussiert sind. Ihr Ziel dabei ist lediglich die Darstellung von gesammelten geographischen Daten. Dies ist der ganz allgemeine Unterschied zu PPGIS. Der Fokus hier liegt vor allem bei einzelnen und individuellen Menschen, bzw. Gruppen, während ein Interesse rein technischer Natur eher an die zweite Stelle zu setzen ist.
Auch die Frage nach einem 'Warum' zeigt auf, inwiefern sich PPGIS von „konventionellen“ GIS-Anwendungen abgrenzt. „Konventionelles“ GIS wird hauptsächlich dazu genutzt, weil 'man es eben kann' und Innovationen kommen so nur zustande, wenn sie nötig sind. PPGIS-Anwendungen sind in dieser Hinsicht offener, bei einer genauen Frage nach einem 'Warum' und dem Drang etwas Neues zu versuchen. Die Anwendungen werden gemacht, weil sie im Idealfall zur Verbesserung des Gemeinwohls gebraucht werden und dadurch bei Bedarf neu überdacht und verbessert werden können oder sogar müssen.

Ein Punkt, bei dem vor allem die englischsprachige Literatur einen großen Schwerpunkt setzt, ist die sog. Wirkrichtung von PPGIS und 'üblichem' GIS. Man unterscheidet hierbei zwischen Bottom-up und Top-down.
Die Wirkrichtung „Bottom-up“ ist die 'klassische' Wirkrichtung bei PPGIS nach Renee Sieber. Für das Prinzip einer PPGIS-Anwendung bedeutet dies, dass man sich zuerst mit den Problemen von einzelnen Menschen und/oder Gruppen befasst, um nach einer Vielzahl von (gedachten) Einzellösungen schließlich das Gesamtproblem einer Region erfassen zu können.

Als „Top-Down“ angesetzte Projekte werden eher als normale GIS-Anwendungen gesehen, an welchen im Nachhinein die Öffentlichkeit beteiligt wird. Hierbei kommen die Informationen nicht direkt von der breiten Öffentlichkeit, sondern von einer Behörde oder ähnlichen Institutionen. Dabei wird weniger auf die Bedürfnisse Einzelner eingegangen, sondern versucht, bereits bekannte Probleme zu lösen und damit die Lebensqualität der größeren Gruppe zu verbessern. Auf diese Weise lassen sich bestimmte Muster oder Beziehungen aus den gesammelten Daten erkennen und grafisch auf einer Karte darstellen.
 Derartige Herangehensweise sind immer durch die jeweilige Gesetzgebung im Hinblick auf Datenschutz oder ähnliches limitiert.

## Praxis von PPGIS-Methoden
Zu Beginn eines derartigen Projektes stellt sich die Frage, welchen Zweck diese PPGIS-Anwendung verfolgen soll. Auf welches Ergebnis wird abgezielt, wer soll alles daran beteiligt werden, mit welchen Möglichkeiten kann ein Ergebnis erreicht werden?

### Beteiligte
Schon in den 1990er Jahren definierte P. Schroeder PPGIS als eine Möglichkeit zur Beteiligung von (nicht-privilegierten) Gruppen an Geoinformationssystemen und anderen räumlichen Anwendungen. Grundsätzlich sollten alle Beteiligte an einem PPGIS sog. Stakeholder bei bestimmten Projekten, Entscheidungen oder Ähnlichem sein. Mit Stakeholder bezeichnet man in weiter Sichtweise alle Individuen, welche dieses Projekt o. ä. beeinflussen, oder von diesem beeinflusst werden. Allerdings ist es mitunter bei größeren Projekten schwierig festzustellen, wer wirklich alles als Stakeholder fungiert. Dies kann unter Umständen dazu führen, dass jemand übergangen wird. Außerdem muss darauf geachtet werden, dass jeder einzelne Stakeholder die gleichen Möglichkeiten und Stimmen hat. Das erste 'P' für Public steht hierbei nun für die breite Masse an Stakeholdern, die allesamt ihren Teil zu den Projekten beitragen können, sofern sie dies von sich aus wollen. Ein PPGIS wird umso besser, je größer die Beteiligung daran ist. Einer der wichtigsten Punkte, der allerdings noch oft vernachlässigt wird, ist das Vertrauen der Teilnehmer in die Studie und den Ersteller selbst, dass dadurch ihre Lebensqualität wirklich erhöht werden könnte. Nur so sind sie bereit, verlässliche Ergebnisse zu liefern.

### Durchführung und Auswertung
Um in einem Rahmen zu bleiben und nicht zu speziell zu werden, wird in diesem Abschnitt nur auf die grundlegende Art eingegangen, wie ein PPGIS mit onlinebasierten Kartenanwendungen (Google Maps, OpenStreetMap, …) theoretisch anzufertigen ist. Hier muss beachtet werden, dass eine web-basierte Anwendung mittlerweile die 'typische' Methode ist, aber nicht der einzig mögliche Ansatz. Auf die 'klassischen' Varianten mit Methoden wie Befragungen wird in deren eigenen Artikeln eingegangen.
Mithilfe des Internets kann man so direkt, einfach und mit relativ geringen Kosten an seine Ergebnisse gelangen. Besonders bei geographischen/kartographischen Projekten besteht der Vorteil, dass die Teilnehmer sehr exakte Ergebnisse liefern können. Allerdings kann eine web-basierte Anwendung auch das Teilnehmerfeld schon wieder stark eingrenzen, da beispielsweise nicht jeder über einen Internetzugang verfügt. Als Grundlage einer web-basierten Studie bieten sich neuere Programme wie Google Maps, OpenStreetMap oder ähnliche Anwendungen aufgrund ihrer leichten Handhabung, ihrer relativ hohen Bekanntheit und der einfachen Übertragung in GIS-Software an.
Je nach Fragestellung und eben der genauen Methode, die zur Durchführung verwendet wird, kann dies Vor- und Nachteile mit sich bringen. So lassen sich in strukturell gut ausgebauten Regionen mit einer Internet-basierten Anwendung sehr viele Menschen erreichen. Dies ist nur unter der Bedingung möglich, dass die betroffenen Gruppen sowohl von diesem Projekt erfahren, als auch motiviert werden, daran teilzunehmen. Außerdem muss die Benutzeroberfläche intuitiv verständlich und auf die jeweilige Gruppe zugeschnitten sein. Jugendliche in den Industrienationen haben hierbei beispielsweise ganz andere Ansprüche und Herangehensweisen als die gleiche Personengruppe in Ländern im globalen Süden. Die Auswertungsmethoden von Daten aus PPGIS-Anwendungen ähneln denen bei der Erhebung anderer Geodaten. Die Teilnehmer dieser Projekte setzen in der Regel Markierungen auf einer Karte mit den für sie relevanten Daten. Aus diesen Daten können zum einen statistischen Auffälligkeiten gefunden werden oder man versucht aus dem Gesamtergebnis bestimmte Muster innerhalb der Studie festzustellen.

## Potenziale
Projekte mit Hilfe von PPGIS zu verwirklichen birgt viele Potenziale in sich.
Dies beginnt mit einer viel größeren und im Idealfall leichter erreichbaren Teilnehmermenge. Hierzulande wird bereits diskutiert, ob ein Internetanschluss zu den Grundbedürfnissen und Grundrechten zählt, sollte jeder theoretisch darüber erreichbar sein. Somit können lokale Stimmen sich und ihr Wissen in die Projektplanung einbringen, die womöglich vorher übergangen worden wären. Insgesamt können sich die Stimmen gerechter auf alle Beteiligten verteilen, ohne eine Gruppe zu bevorzugen.
Der zweite große Vorteil ist bei den PPGIS-Anwendungen der hohe Grad an Individualisierung für die teilnehmenden Personen. Man kann sehr individuell eigene Markierungen und kleinere Texte (wie Post-its) in die Online-Karten setzen. Damit können die Benutzer die Karten genau so gestalten, wie es für ihre Bedürfnisse am besten geeignet ist, mit Hilfe der dynamischen Karten des Web 2.0. So können die Benutzer ihre eigenen persönlichen Erfahrungen einbringen und diese an alle weiteren Teilnehmer und die Ersteller des Projektes weitergeben. Allerdings kann sich eine objektive Auswertung bei sehr individuell gestalteten Karten mitunter schwierig gestalten.

## Beispiele für PPGIS-Anwendungen
Im folgenden Abschnitt soll detaillierter auf drei Beispiele für PPGIS-Projekte eingegangen werden. Schwerpunkte sind dabei ihr Aufbau, ihre Zielsetzungen und das Ergebnis. Diese Beispiele sollen auch zeigen, wie vielfältig der Begriff mittlerweile definiert und verwendet wird. Beginnend mit dem typischen Beispiel von einer Arbeit mit sozial stark benachteiligten Gruppen zu einem Projekt, welches speziell für Jugendliche gedacht ist und als Letztes ein Projekt, das sozial Benachteiligte gar nicht mehr anspricht, sondern als Ziel hat, das Wissen über eine bestimmte Region in vielerlei Hinsicht zu erweitern. Bei dem letzten Beispiel ist eine Abgrenzung zu VGI schon nicht mehr klar erkennbar.

### Map Kibera
Das Map-Kibera-Projekt wurde im Jahre 2009 von Bewohnern der Kibera-Siedlung gestartet. Von Kibera gab es seitens der kenianischen Regierung und auch Google Maps keine ausreichende und verlässliche Kartierung. Die erste Idee, Kibera zu kartieren, kam von einer Gruppe von Experten aus der GIS-Branche in Nairobi. So wurde von einer kleinen Gruppe aus der informellen Siedlungen stammenden Aktivisten begonnen diese auf OpenStreetMap zu kartieren. Auf der Map Kibera werden für die Bewohner wichtige Plätze markiert, wie zum Beispiel Trinkwasserstellen oder öffentliche Toiletten. Diese Idee wurde von der Bevölkerung anfangs skeptisch aufgenommen, doch bald wurden die Vorteile einer Kartierung für die Bewohner klar ersichtlich und eine Vielzahl beteiligt sich aktiv an dieser partizipativen Methode. Nicht nur die Bewohner nutzen diese Karte, sondern auch Zulieferer von Wasser oder Lebensmitteln. Da nur die allerwenigsten Bewohner einen Internetanschluss besitzen, sammeln die Bewohner die Daten im Feld direkt und fügen sie dann im Nachhinein über Internetcafés o. ä. in die Karte ein. Mittlerweile kann man davon sprechen, dass sich Kibera selbst kartiert, so setzen die Ersteller die Schwerpunkte der Karte auch selbst. Die Map Kibera ist ein sehr lebendiges Projekt, das anfänglich von Experten angestoßen und dann von der unterprivilegierten Bevölkerung weitergeführt wurde, und so dazu geführt hat, dass es wenigstens eine nutzbare Karte von Kibera gibt.

### Jugend-Raum
Das zweite Beispiel ist ein PPGIS-Projekt des Instituts für Raumentwicklung der Hochschule für Technik Rapperswil (Rapperswil-Jona, Kanton St. Gallen). Gerade mit Jugendlichen ist ein hohes Konfliktpotenzial bei der Stadtplanung gegeben, denn sie können sich leicht ausgeschlossen fühlen. Um dem Problem der Ausgrenzung Jugendlicher entgegenzuwirken, wurde im Rahmen einer Projektstudie des dortigen Instituts eine öffentliche Befragung von Jugendlichen durchgeführt. Zusätzlich dazu wurde eine PPGIS-Anwendung online gestellt, auf die im Folgenden kurz eingegangen werden soll. Mit Hilfe dieser Anwendung wurde unterstützend zu den öffentlichen Befragungen eine Karte gestaltet, auf denen die Jugendlichen die für sie wichtigen Plätze eintragen konnten. Dabei sollten sie relativ subjektiv wirkende Markierungen auf einer Karte anbringen, wie zum Beispiel „Da fühle ich mich wohl ;-)“ oder „Da fühle ich mich nicht wohl ;-(“. Auf diese PPGIS-Anwendung kann heute noch zugegriffen werden (→ siehe Weblinks). Das PPGIS stellte bei diesem Projekt allerdings mehr eine Ergänzung dar, welche die Ergebnisse der Umfrage bekräftigen sollte und vor allem kartographisch darlegen sollte, wo wirklich Handlungsbedarf aus Sicht der Jugendlichen besteht. Außerdem wurden durch diese PPGIS-Anwendung Plätze von Jugendlichen gefunden, welche die Macher dieser Studie so vorher nicht wahrgenommen hatten.

### KuLIS
Das letzte Beispiel unterscheidet sich insofern, dass es dieses Mal weniger um Beteiligung nicht-privilegierter Gruppen ging, sondern um eine innovative Internetplattform des Instituts für Raumbezogene Informations- und Messtechnik der Fachhochschule Mainz. Es stellt damit kein klassisches PPGIS im Sinne der eigentlichen Definition dar, sondern ist davon abgeleitet und eigentlich mehr zu VGI gehörig.
Bei KuLIS (→ siehe Weblinks), abgekürzt für Kulturlandschaftsinformationssystem, kann jeder freiwillig, nach kurzer Anmeldung, Informationen, sog. VGI (Volunteered Geographic Information), eintragen. Allerdings sollte die Korrektheit dieser gegebenen Information kritisch in Frage gestellt werden, da sich nicht unmittelbar nachprüfen lässt, wie stimmig diese Informationen sind. Zum einen erhält die Allgemeinheit die Möglichkeit, sich so über die Kulturlandschaft in der Nähe des eigenen Wohnraums zu informieren, und zum anderen auch selbst Information einzutragen. Im Gegenzug dazu erhält das Land Rheinland-Pfalz Informationen über die eigene Kulturlandschaft. Diese werden für das dortige LEP (Landesentwicklungsprogramm) genutzt, um somit beispielsweise Standorte für Windkraftanlagen fernab von kulturell und touristisch wertvollen Stellen wählen zu können.